# Diawara
Diawara (także Jawara) – miasto w Senegalu, w regionie Tambacounda. Według danych szacunkowych na rok 2010 liczy 9305 mieszkańców.